# Yunnan
Yunnan este o provincie aflată în sud-vestul Chinei. Numele provinciei înseamnă în limba chineză „la sud de nori”. Populația provinciei este de 45.7 milioane de locuitori. Yunnan se întinde pe 394 000 kilometri pătrați. Capitala provinciei este orașul Kunming. Provincia se învecinează cu țările Myanmar, Laos și Vietnam.
Provincia Yunnan este dominată de munți, care au o altitudine mai mare la nord decât la sud. Majoritatea populației trăiește în estul provinciei. În vestul provinciei diferența de altitudite dintre vârful munților și văile create de râuri poate ajunge la 3000 de metri. Yunnan este o provincie foarte bogată în resurse naturale și găzduiește cea mai mare diversitate de plante din China. Yunnan deține cele mai bogate zăcăminte de aluminium, plumb, zinc, staniu (cositor) din întreaga China. De asemenea, în Yunnan se găsesc resurse împortante de cupru și nichel.
Yunnan a devenit parte din dinastia Han în secolul al doilea înainte de Hristos.

## Biodiversitatea
Yunnan este cea mai bogată provincie a Chinei, atât din punct de vedere al speciilor de plante și animale, cât și din punct de vedere cultural.
În provincia Yunnan se găsesc atât culmi de munți acoperite de zăpadă, cât și așezări tropicale, găzduind astfel un spectrum extrem de bogat de specii de plante și animale. Vara, podișul Tibet reprezintă o barieră în fața vânturilor musonice, păstrând umiditatea în interiorul provinciei. Acești factori abiotici dau provinciei Yunnan o bogăție nemaîntâlnită altundeva în lume.
S-a spus despre Yunnan că este la fel de bogată în specii de plante, precum restul țărilor emisferei nordice puse la un loc.
Fauna provinciei Yunnan este aproape la fel de diversă precum flora sa. Deși provincia Yunnan ocupă mai puțin de 4% din întinderea Chinei, ea conține mai multe de jumătate dintre speciile de plate și animale care trăiesc în întreaga țară.

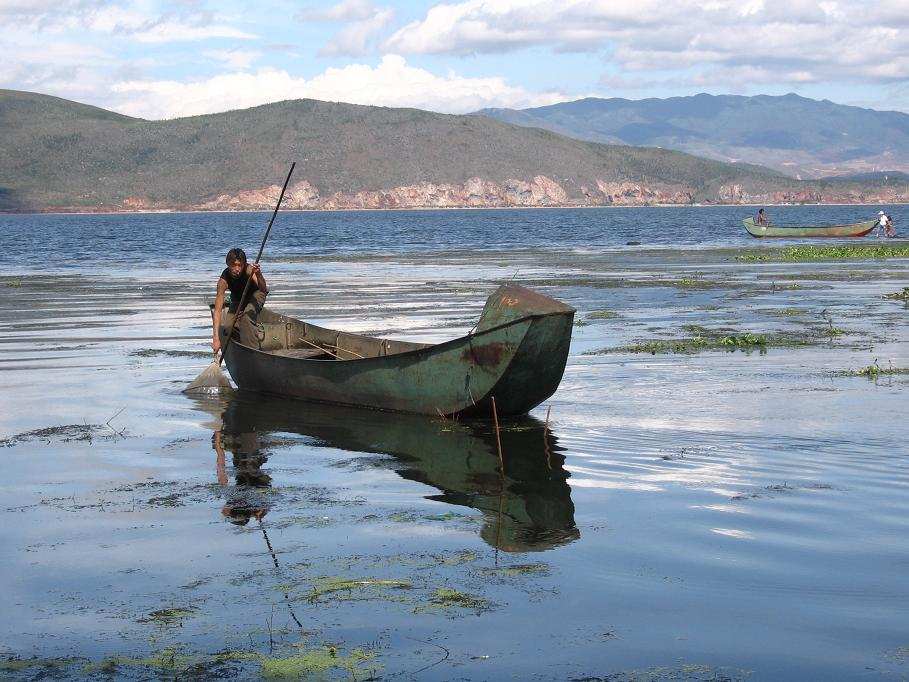
Lacul Erhai, aproape de Dali, Yunnan
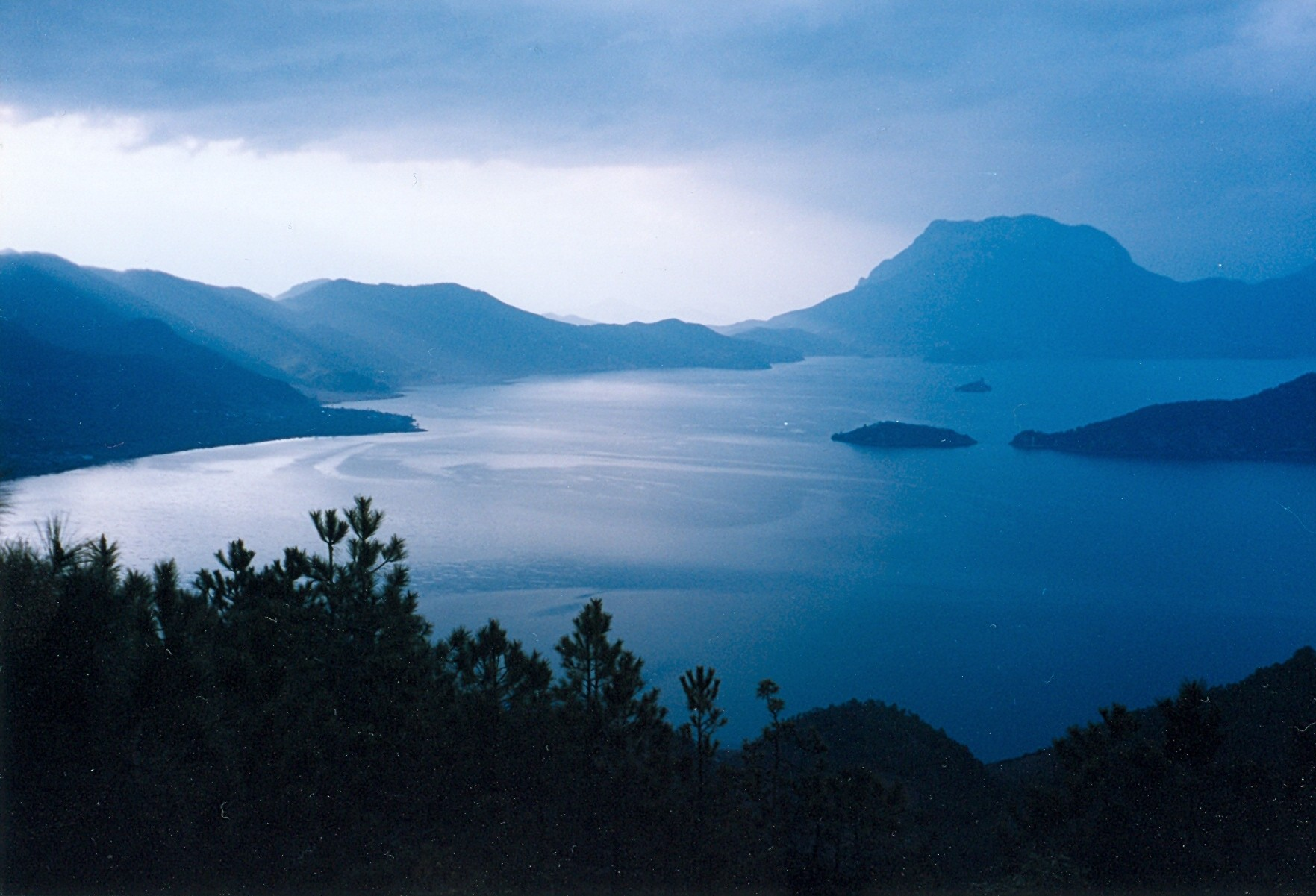
Lacul Lugu, la nord de Yunnan
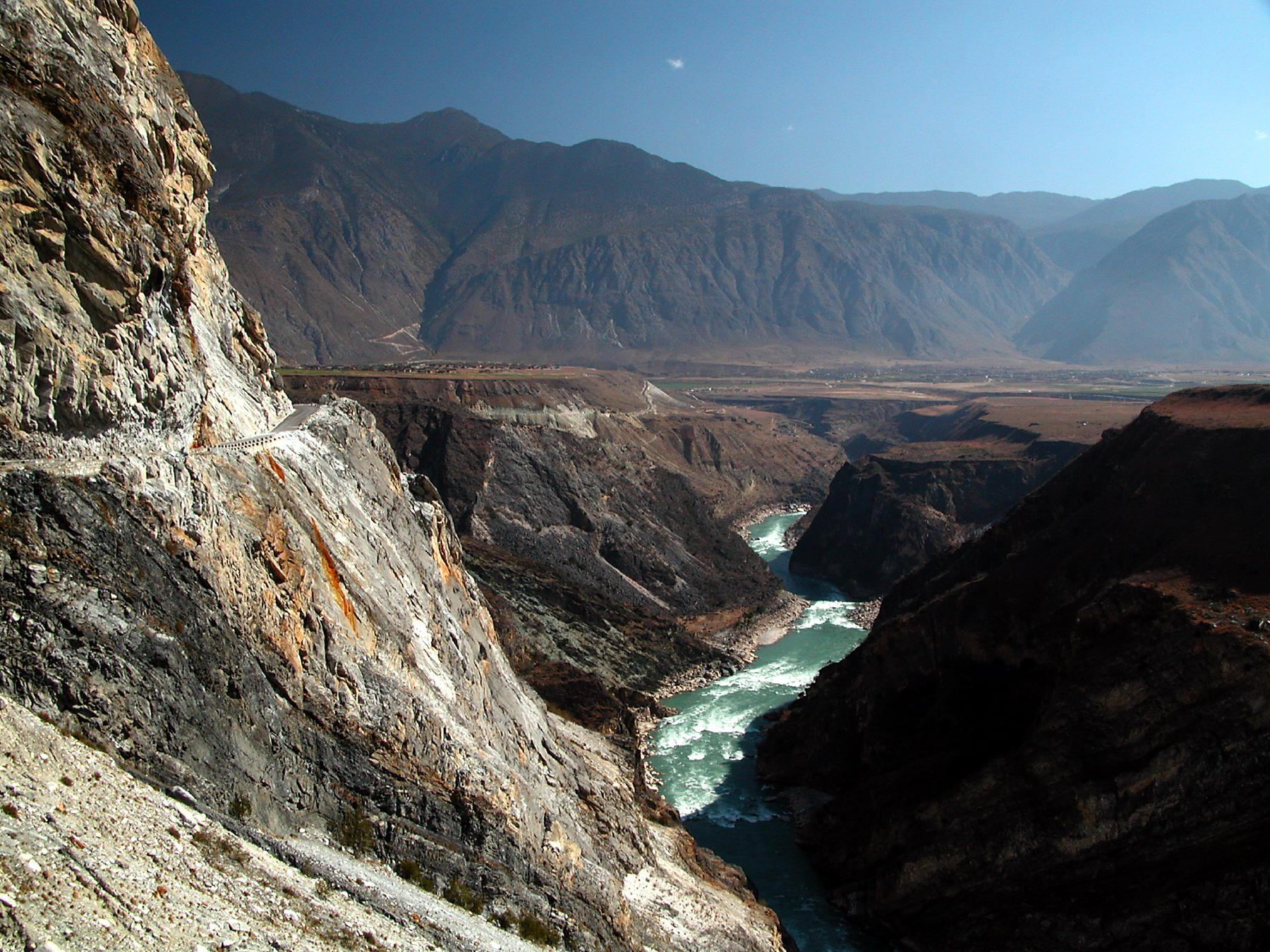
Râul Yangtze lângă  Cheile Săritura Tigrului (Tiger Leaping Gorge)

## Orașe
- Kunming (昆明市);la
- Qujing (曲靖市);
- Yuxi (玉溪市);
- Baoshan (保山市);
- Zhaotong (昭通市);
- Lijiang (丽江市);
- Pu'er (普洱市);
- Lincang (临沧市);
- District autonom Wenshan, Zhuang si Miao (文山壮族苗族自治州);
- District autonom Honghe, Hani und Yi (红河哈尼族彝族自治州);
- District autonom Xishuangbanna, Dai (西双版纳傣族自治州);
- District autonom Chuxiong, Yi (楚雄彝族自治州);
- District autonom Dali, Bai (大理白族自治州);
- District autonom Dehong, Dai und Jingpo (德宏傣族景颇族自治州);
- District autonom Nujiang, Lisu (怒江傈傈族自治州);
- District autonom Dêqên, Tibet (迪庆藏族自治州).